# Lauharulla
Genre
Lauharulla est un genre d'araignées aranéomorphes de la famille des Salticidae.

## Distribution
Les espèces de ce genre se rencontrent en Australie et en Polynésie française.

## Liste des espèces
Selon World Spider Catalog (version 18.0, 15/04/2017) :
- Lauharulla insulana Simon, 1901
- Lauharulla pretiosa Keyserling, 1883

## Publication originale
- Keyserling, 1883 : Die Arachniden Australiens. Nürnberg, vol. 1, p. 1421-1489 (« texte intégral »(Archive.org • Wikiwix • Archive.is • Google • Que faire ?)).